# Langtry (Texas)

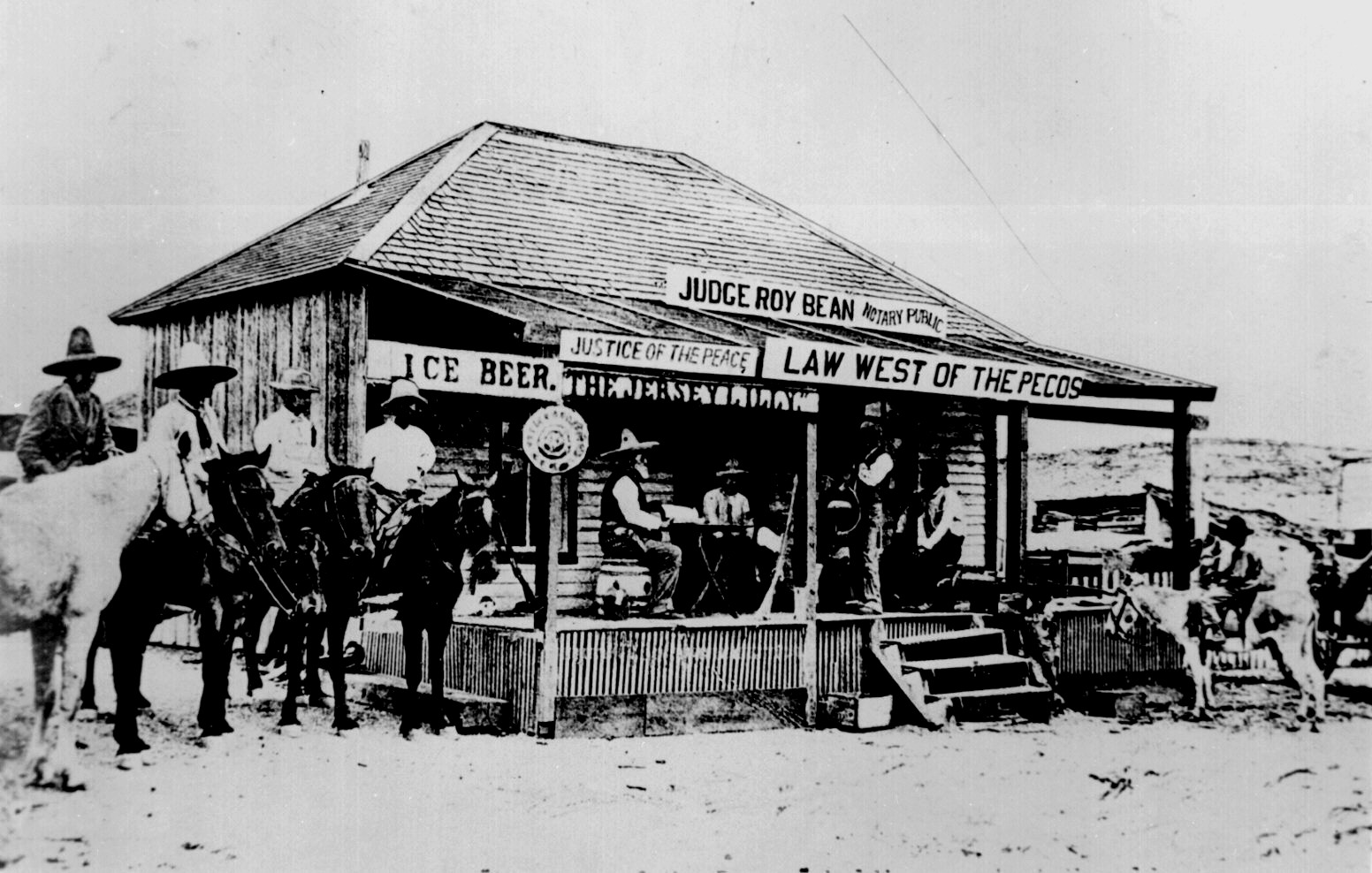
Corte di Roy Bean a Langtry nel 1900.

Langtry è un'unincorporated community degli Stati Uniti situata nella contea di Val Verde, in Texas. Al censimento del 1990 contava 145 abitanti.
La località è nota per essere stata il luogo d'attività di Roy Bean, giudice ed eroe popolare del west.